# Christy O'Connor jr.
Christy O'Connor jr. (Galway, 19 augustus 1948 – Tenerife, 6 januari 2016) was een Iers golfprofessional.

## Loopbaan
Christy O'Connor werd golfpro in 1970. Hij speelde vaak in Nederland op het Dutch Open. Hij was bevriend met Prins Bernhard, die meestal in zijn Pro-Am-team zat voorafgaand aan het Open.
Zijn meest legendarische overwinning was misschien tijdens de Ryder Cup in 1989, waar hij toenmalig 's werelds beste speler Fred Couples versloeg door een ijzer 2 op de laatste hole op de green te slaan tot 1m20 van de hole, en die put te maken.
Hij speelde sinds 1998 op de European Seniors Tour en sinds 1999 op de Amerikaanse Champions Tour, waar hij twee overwinningen heeft geboekt. Hij heeft twee maal het Senior British Open gewonnen.
Vanaf 1990 heeft hij ruim 30 golfbanen ontworpen, veel daarvan in Ierland, maar ook elders in Europa, waaronder een 18 holes-baan van het Amendoeira Resort in de Algarve.
O'Connor was eigenaar van een Ierse pub op Tenerife, daar overleed hij op 6 januari 2016 op 67-jarige leeftijd.

## Overwinningen
Europese PGA Tour
- 1975: Martini International (tie met Ian Stanley), Carroll's Irish Open
- 1989: Jersey Open
- 1992: Dunhill British Masters

Elders
- 1973: Irish Match Play Championship
- 1974: Zambia Open
- 1975: Irish Match Play Championship, Irish Dunlop Tournament
- 1976: Sumrie-Bournemouth Better-Ball (met Eamonn Darcy)
- 1977: Irish Match Play Championship, Irish Dunlop Tournament
- 1978: Sumrie-Bournemouth Better-Ball (met Eamonn Darcy)
- 1990: 555 Kenya Open

Europese Senior Tour
- 1999: Senior British Open
- 2000: Senior British Open

Senior PGA Tour
- 1999: State Farm Senior Classic, Foremost Insurance Championship

## Teams
- Ryder Cup: 1973, 1975, 1989

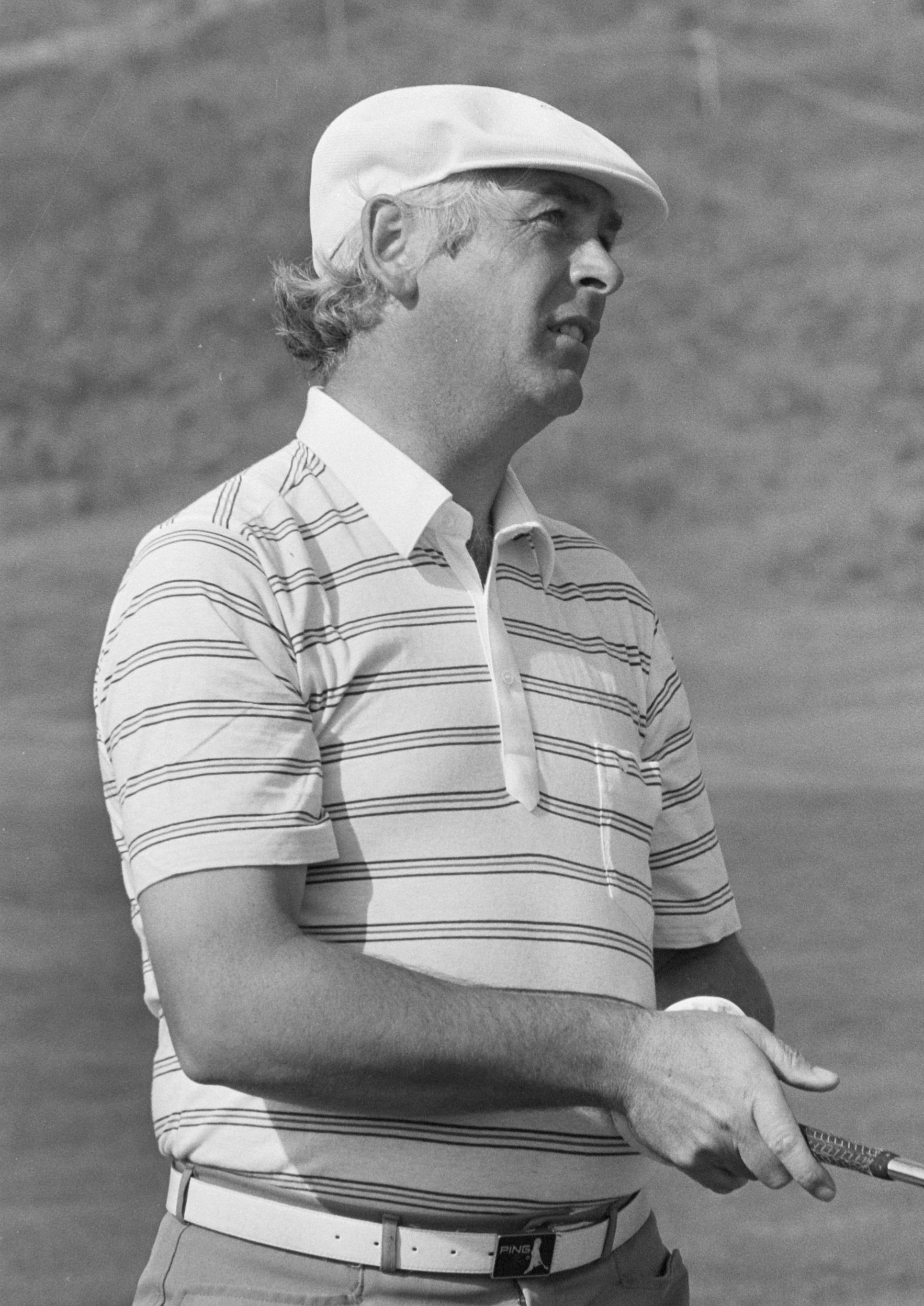
O'Connor in Noordwijk in 1985

- Alfred Dunhill Cup: 1985, 1989, 1992
- World Cup: 1974, 1975, 1978, 1985, 1989, 1992
- Hennessy Cognac Cup: 1974 (winnaars), 1984
- Double Diamond: 1972, 1974, 1975, 1976, 1977
- Philip Morris International: 1976
- Praia D'el Rey European Cup: 1998